# Maria Rosaria Omaggio
Maria Rosaria Omaggio, née le 11 janvier 1954 à Rome (Latium) et morte à Rome (Latium) le 30 juin 2024,, est une écrivaine et actrice italienne.

## Biographie
D'origine napolitaine, Maria Rosaria Omaggio commence sa carrière très jeune et devient populaire grâce à sa participation à Canzonissima en 1973-74, animée par Pippo Baudo, avant de se tourner vers le cinéma et le théâtre. Elle est également ambassadrice de bonne volonté de l'UNICEF Italie. Elle est également une instructrice de tai-chi-chuan agréée par le C.S.I-Centro Sportivo Italiano, formée par le maître Li Rong Mei (it).
Elle a fait la couverture de l'édition italienne de Playboy en mai 1976, juillet 1980 et novembre 1982, tandis qu'en février 1985, elle a fait la couverture de Playmen.

### Carrière cinématographique

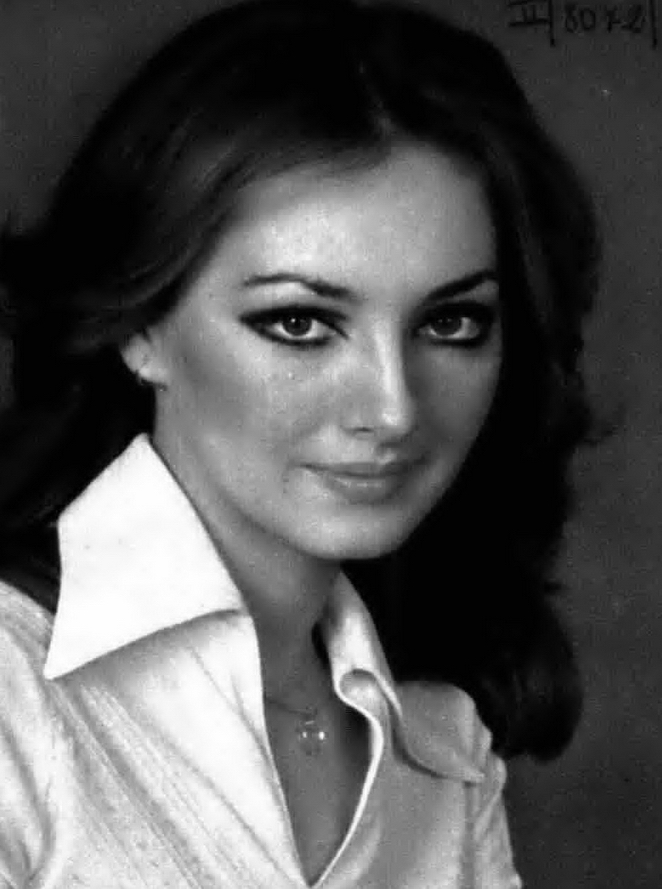
Maria Rosaria Omaggio en 1975.

En 1976, Maria Rosaria Omaggio fait ses débuts au cinéma avec les poliziotteschi Brigade spéciale et Flics en jeans, aux côtés de Maurizio Merli et Tomás Milián. Parmi les films dans lesquels elle a joué, citons La lozana andaluza (es) (1976) de Vicente Escrivá ; Culo e camicia (1981) de Pasquale Festa Campanile ; Giocare d'azzardo (it) (1982) de Cinzia TH Torrini ; Les Aventures d'Hercule (1985) de Luigi Cozzi ; François Villon de Serge Nicolaescu ; Occhio nero occhio biondo occhio felino... (it) (1984) d'Emma Muzzi Loffredo (it) ; Era una notte buia e tempestosa... (it) (1985) d'Alessandro Benvenuti ; Un'altra lei, un court métrage de Rocco Mortelliti (it) pour Intolerance ; Un paradiso di bugie (it) de Stefania Casini ; Guido che sfidò le Brigate Rosse de Giuseppe Ferrara ; Guardando le stelle (it) de Stefano Calvagna (it) ; L'ave maria (it) de Ninì Grassia et To Rome with Love de Woody Allen. Dans le film L'Homme du peuple d'Andrzej Wajda, présenté à la Mostra de Venise 2013, elle joue le rôle d'Oriana Fallaci, qui a interviewé le leader de Solidarnosc en 1981.
Pour son interprétation, elle remporte le prix Pasinetti (it) à la Mostra de Venise ; l'Arechi d'oro au Festival international du film de Salerne (en) et le prix Oriana Fallaci 2014. Elle écrit, réalise et joue dans le court métrage Hey you!, sur une musique de Premiata Forneria Marconi, présenté au Festival du film de Giffoni 2015.

### Carrière littéraire
En tant qu'autrice, Maria Rosaria Omaggio a collaboré avec de nombreuses revues et a publié Viaggio nell'incredibile (prix Fregene (it)) pour Edizioni Mediterranee (it) ; L'energia trasparente: curare con cristalli, pietre preziose e metalli, traduit en six langues. Elle a écrit chez les éditions Corbaccio-Longanesi C'era una volta, c'è sempre e ci sarà ancora (Prix Chiantino 1998) et Il linguaggio dei Gioielli - il significato nascosto e ritrovato dell'eterna arte dell'ornamento dalla A alla Z, chez les éditions Baldini & Castaldi Dalai.

## Filmographie partielle

### Actrice de cinéma
- 1976 : Brigade spéciale (Roma a mano armata) d'Umberto Lenzi : Anna
- 1976 : Flics en jeans (Squadra antiscippo) de Bruno Corbucci : Silvia Cattani
- 1976 : La lozana andaluza (es) de Vicente Escrivá : Lozana
- 1976 : La Secrétaire privée de mon père (it) (La segretaria privata di mio padre) de Mariano Laurenti : Luisa
- 1977 : Antigang (La malavita attacca... la polizia risponde!) de Mario Caiano : Laura Olivieri
- 1978 : El virgo de Vicenteta (ca) de Vicente Escrivá : Visanteta
- 1979 : Visanteta, estáte quieta (it) de Vicente Escrivá : Visanteta
- 1980 : La moglie dell'amico è sempre più... buona (it) (Los locos vecinos del 2º) de Juan Bosch Palau : Justina
- 1980 : L'Avion de l'apocalypse (Incubo sulla città contaminata) d'Umberto Lenzi : Sheila Holmes
- 1981 : Culo e camicia de Pasquale Festa Campanile : Ella Ferrari
- 1982 : Giocare d'azzardo (it) de Cinzia TH Torrini
- 1982 : L'Ave Maria (it) de Ninì Grassia : Claudia Rosati
- 1984 : Occhio nero occhio biondo occhio felino... (it) d'Emma Muzzi Loffredo : Zuleima / la mère de Maria / la reine d'Erbadiverto
- 1985 : Les Aventures d'Hercule (Le avventure dell'incredibile Ercole) de Luigi Cozzi : Héra
- 1985 : Era una notte buia e tempestosa... (it) d'Alessandro Benvenuti : Lilian
- 1988 : Rimini Rimini - Un anno dopo (it) (segment La legge del taglione) de Bruno Corbucci : Immacolata Moschetti
- 1991 : Mia dolce Gertrude d'Adriana Zanese : Gertrude
- 1996 : Intolerance (it) (segment Un'altra lei) de Rocco Mortelliti : la femme licenciée
- 1997 : Un paradiso di bugie (it) de Stefania Casini : elle-même
- 2007 : Guido che sfidò le Brigate Rosse de Giuseppe Ferrara : Elsa Morante
- 2008 : Guardando le stelle de Stefano Calvagna (it) : la psychothérapeute
- 2010 : The Museum of Wonders (it) de Domiziano Cristopharo : la Santa Muerte
- 2011 : Bloody Sin (it) de Domiziano Cristopharo : Miss Steele
- 2012 : To Rome with Love de Woody Allen : une piétonne
- 2013 : L'Homme du peuple (Walesa. Czlowiek z nadziei) d'Andrzej Wajda : Oriana Fallaci
- 2017 : Ninna Nanna (it) d'Enzo Russo (it) et Dario Germani : Anna
- 2019 : Lectura Ovidii (it) de Davide Cavuti (it) : Fabia
- 2021 : Get Her de William Byron Hillman
- 2021 : Un marziano di nome Ennio (it) de Davide Cavuti (it)

### Actrice de télévision
- 1973-74 Canzonissima (Rai) (présentation)
- 1979 : Racconti fantastici (mini-série) (épisode 4) de Daniele D'Anza : la femme du portrait
- 1979 : Sarto per signora  (téléfilm) de Paolo Cavara : Yvonne
- 1979 : Joséphine ou la Comédie des ambitions (mini-série) (épisodes 1 et 2) de Robert Mazoyer : Pauline Bonaparte
- 1982 : La Nouvelle Malle des Indes (mini-série) (épisodes 1 et 3) de Christian-Jaque : la comtesse Vanini
- 1982 : De bien étranges affaires (série télévisée) (épisode 6) de Jean-Claude Lubtchansky : Zoé / Dorothée
- 1984 : L'Homme de Suez (mini-série) (épisodes 1 à 4) de Christian-Jaque : Eugénie de Montijo
- 1987 : Il Generale (mini-série) (épisodes 1 à 4) de Luigi Magni : Bianca Ronzani
- 1992 : Edera (feuilleton) (épisodes 1 à 22) de Fabrizio Costa : Leona
- 1992 : Micaela (feuilleton) (épisodes 1 à 180) de Rodolfo Hoppe : Lucía
- 1996 :  Caro maestro (série télévisée) de Rossella Izzo
- 2001 : Donne di mafia (mini-série) de Giuseppe Ferrara : Antonietta Pennisi
- 2006 : Un sacré détective (série télévisée) (saison 5 épisode 22) d'Elisabetta Marchetti : Alessia Autieri
- 2012 : A fari spenti nella notte (téléfilm) d'Anna Negri : Federica

## Théâtre
- La schiava d'Oriente, da Carlo Goldoni, adaptation et mise en scène d'Augusto Zucchi (1985)
- La santa sulla scopa, dialogues et mise en scène de Luigi Magni (1986)
- Il segno di Jacopone de Claudio Novelli, mise en scène de Mario Scaccia (1990)
- L'impresario teatrale de Wolfgang Amadeus Mozart, mise en scène de Tonino Del Colle (1991)
- George e Chopinsky de Tonino Del Colle, mise en scène de Tonino Del Colle et Luciano Gaia (1991)
- La moglie di Claudio d'Alexandre Dumas (fils), mise en scène d'Antonio Venturi (1994)
- Grazia a Maria de Nino Nonnis, mise en scène de Maria Assunta Calvisi (1995)
- Shakespeare Horror Show, mise en scène de Claudio Boccaccini (1999)
- Sottobanco de Domenico Starnone, mise en scène de Silvio Giordani (2000)
- Passio et resurrectio de Sergio Rendine, réalisation de Maurizio Dones (2000)
- Udii il grido, udii la voce, mélologue d'Alessandro Cusatelli (2001)
- Gin and tonic, écrit et réalisé par Silvano Spada (2001)
- Butterfly and Parrots de Marta Bifano et Carlo Manfredi (2002)
- Le donne, i cavalier, l'arme... io canto, adaptation et mise en scène de Paolo Todisco (2002)[14]
- La Venexiana d'un anonyme du XVIe siècle, mise en scène de Beppe Arena (2003)
- Fedra de Sénèque, mise en scène de Beppe Arena (2003)
- La roccia de Vincenzo Spampinato, mise en scène d'Alessio Pizzech (2003)
- chiamalavita, dialogues et mise en scène de Maria Rosaria Omaggio (2003)[15]
- Il fantastico da Le Mille e una notte, mise en scène de Marco Mattolini (2005)
- La morte della Pizia de Friedrich Dürrenmatt, mise en scène de Ruggero Cappuccio (2005)
- Spirito allegro de Noël Coward, mise en scène d'Attilio Corsini (2005)
- El dia que me quieras de Davide Cavuti (2006)
- Bérénice d'Edgar Allan Poe, mise en scène de Gabriele Lavia (2006)
- Passio et Resurrectio de Vincenzo De Vivo et Sergio Rendine (2007)
- L'Histoire du soldat d'Igor Stravinsky, mise en scène de Maria Rosaria Omaggio (2007)
- Diatriba d'amore contro un uomo seduto de Gabriel García Márquez, mise en scène d'Alessandro D'Alatri (2007)[16]
- Il mistero dell'amore: per Laura o per Beatrice?, dialogues et mise en scène de Maria Rosaria Omaggio (2009)
- Il canto di Didone de Maria Rosaria Omaggio (2009)[17]
- Sensi Dannunziani, mise en scène de Maria Rosaria Omaggio (2010)
- Omaggio a Voi de Maria Rosaria Omaggio (2010)[18]
- Il balcone di Golda de William Gibson, mise en scène de Maria Rosaria Omaggio (2012)
- Se questo è un uomo (Nel ricordo di Primo Levi), dialogues et mise en scène de Maria Rosaria Omaggio (2013)
- Sull'Antisemitismo d'Oriana Fallaci (2014)
- Omaggio a Gabriel García Márquez, con Massimo Dapporto, mise en scène de Juan Diego Puerta López (2014)
- Cristina di Svezia, regina a Roma de Maria Rosaria Omaggio et Francesco Sala, mise en scène de Francesco Sala (2015)
- Diatriba d'amore contro un uomo seduto de Gabriel García Márquez, mise en scène d'Emanuela Giordano (2015)
- Il fronte delle donne de Lucilla Galeazzi, mise en scène de Maria Rosaria Omaggio (2015)
- Me Dea, variazione sul mito de Maurizio Donadoni (2015)
- Le parole di Oriana de Maria Rosaria Omaggio (2015)[19]
- 1900 anni fa, Traiano de Mara D'Aquila et Pino Quartullo, mise en scène de Pino Quartullo (2017)
- Leonardo Psychedelic Genius, dialogues et mise en scène de Maria Rosaria Omaggio (2019)
- Sante Bambole Puttane de Grazia Di Michele, Joanna Di MichelePietra Selva (2019)
- Scarpe rosse de Maria Rosaria Omaggio et Maria Letizia Compatangelo, mise en scène de Maria Rosaria Omaggio (2020)
- Omaggio a Carla Fracci - dialoghi d'amore sulle punte de Maria Rosaria Omaggio (2021)
- Chiamalavita, dialogues et chansons d'Italo Calvino, avec Grazia Di Michele (2023)